# Португальське графство
Португа́льське гра́фство або Графство Портукале (лат. Comitatus Portugaliae; порт. Condado de Portugal) — у 868—1139 роках феодальна монархія, графство, що існувало на заході Піренейського півострова, на теренах сучасної північної Португалії. Мало за першу столицю місто Порт-Кале (сучасний Порту), від нього походить назва спочатку графства, потім королівства й сучасної країни — Португалії.
Розташовувалося в межиріччі річок Тежу та Мінью, на березі Атлантичного океану. Розширювалося в ході Реконкісти на південь. Очолювалося графами Португальськими. Перебувало у васальній залежності монархів Астурійського королівства, а згодом — королівств Галісії та Леону. Столиця розташовувалася в Бразі й Порту (Портукале). Панівною офіційною релігією було католицьке християнство, проте серед місцевих євреїв був поширений юдаїзм, а серед маврів — іслам. 1139 року проголосило незалежність від Леону; перетворене на Португальське королівство останнім графом Афонсу I, що прийняв титул короля. Визнане королівством за Саморським договором 1143 року.

## Назва
- Португальське графство (лат. Comitatus Portugaliae), або Гра́фство Португа́лії.
- Портука́леське гра́фство (лат. Comitatus Portucalensis; порт. Condado Portucalense), або  Портукалське графство — від назви столиці Портукале Порт-Кале.

## Перше графство
Португальське графство (Графство Портукале) з'явилося на землях Піренейського півострова на південь від річки Ліма з початком Реконкісти. Початок відвоювання цих земель відноситься до VIII ст. Король Астурії та Леону Альфонсо I здійснив туди перші походи та зайняв міста Брага, Візеу, Шавіш. Однак століття по тому при Ордоньо I довелося знову займати ці землі. Продовження Реконкісти на південь, за річку Дору, захоплення Альфонсо III (866—910) у 878 році міста Коїмбри принесло спокій північним районам. По Дору пройшов більш-менш стабільний кордон сфер впливу християн та мусульман. Ще у 868 році граф Вімарано Переш (820—873) за наказом Альфонсо III почав заселення містечка Портукале (майбутнє Порту). Звідси й походить назва землі й майбутнього графства Португальського. За наказом того ж короля були визначені кордони округи Браги, заселялися містечка Візеу та Ламегу.
На невеличкій території Португалії вже в XI ст. існували міста загальнопірінейського значення: Брага, Порту, Коїмбра. У Бразі та інших містах при Альфонсо III були відновлені єпископські кафедри, що дало Португалії самостійну церковну організацію. Почали виникати нові міста — Віла-нова-де-Найа, Гімарайнш тощо.
Португальська земля керувалася графами, яких призначали леонські королі. Пізніше їх влада дедалі частіше почала передаватися в спадок. Ці землі не вважалися самостійною адміністративною одиницею, але їх володарі знаходились достатньо далеко від Леона, щоб відчувати себе відносно незалежними. Однак лише в 938 році в хроніках, офіційних документах з'являється назва Португалія. У португальських землях того часу графами були представники п'ятьох сімей — нащадків Вімарано Переса. Іноді вони мали титул герцога або князя. Наприкінці XI століття загибель у битвах та фізична деградація призвели до того, що ці сім'ї виродилися.

## Втрата автономії

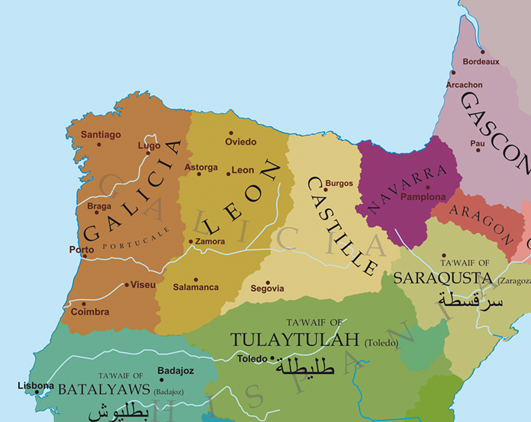
Королівство Галісії та Португалії у 1071—1073

Остаточно ліквідував графство король Галісії Гарсіа II (1065—1071, 1072—1073). Після смерті свого батька Фернандо I (1037—1065) Гарсія успадкував королівство Галісія. Але крім того, Гарсія був також родичем графа Портукаленсе Мендо II Гонсалеса через свою бабцю — Ельвіру Мендес де Меланда (996—1022) — дружину короля Альфонсо V (999—1028). Тому він одночасно заявив про свої претензії на графство Портукаленсе. У 1071 році при Педросо відбулася битва між Нуно II Мендішем та Гарсія II, у якій останній переміг. Португальське графство втратило свою політичну та економічну самостійність.
Приєднавши графство Портукаленсе до своїх володінь, Гарсія оголосив себе королем Галісії та Португалії (вперше заявлено про Португальське королівство). Столицею цього об'єднання стало місто Туй. Але вже в цьому ж році брати Гарсії — Санчо II (1065—1072) та Альфонсо VI (1072—1109) — відняли в Гарсії королівство Галісія та Португалія. Новим королем Леона, Галісії та Португалії став Санчо. Він залишався володарем об'єданої держави недовго — з 1071 по 1072 рік (до моменту свого вбивства). Після цього на невеликий проміжок часу (1072—1073) королем Галісії та Португалії знов стає Гарсія. Але вже 1073 року його було захоплено та запроторено до в'язниці королем Альфонсо VI Леонським, який приєднав землі свого брата до королівства Леон.

## Друге графство
Новий період графства пов'язано з Бургундською династією. Генріх Бургундський допоміг королю Альфонсо VI у боротьбі з маврами, за що в 1096 році отримав руку позашлюбної доньки короля Терези та графство Португальське (Портукаленсе). Після його смерті у 1112 році регентшею до 1128 року при малолітньому Афонсу I була його мати Тереза Леонська. Після перемоги при Сан-Мамеде повну владу перебрав на себе Афонсу.
1139 року після перемоги при Оріке граф Афонсу I прийняв титул короля Португальського, який був визнаний 1143 року згідно з Саморським договором між Афонсу і леонським королем Альфонсо VII.
Графство Португальське остаточно перетворилося на королівство, незалежне від Кастилії та Леона. Але ще деякий час зберігалася залежність Португалії від Папи римського. Адже, щоб здобути незалежність від Кастилії, Афонсо Енрікеш змушений був визнати залежність від Риму (це тривало впродовж 1144-1290 років) та сплачувати папській курії щорічний внесок у розмірі 4 унцій золота. Але до 1179 року у своїх документах, листуванні із португальською владою та духівництвом Папи римські титулювали володарів Португалії як дукс — герцог, правитель. Тільки Папа Олександр III (1159—1181) визнав Португалію королівством, видавши буллу «Португальське королівство зі всією повнотою королівських почестей та гідністю, яке належить королям». Це було викликано бажанням заручитися підтримкою Португалії в умовах схизми серед кардиналів (існувало чотири антипапи). Разом з тим щорічний внесок папській курії збільшився в 4 рази — до 2 марок золота (тобто з 120 г до 460 г).

## Графи

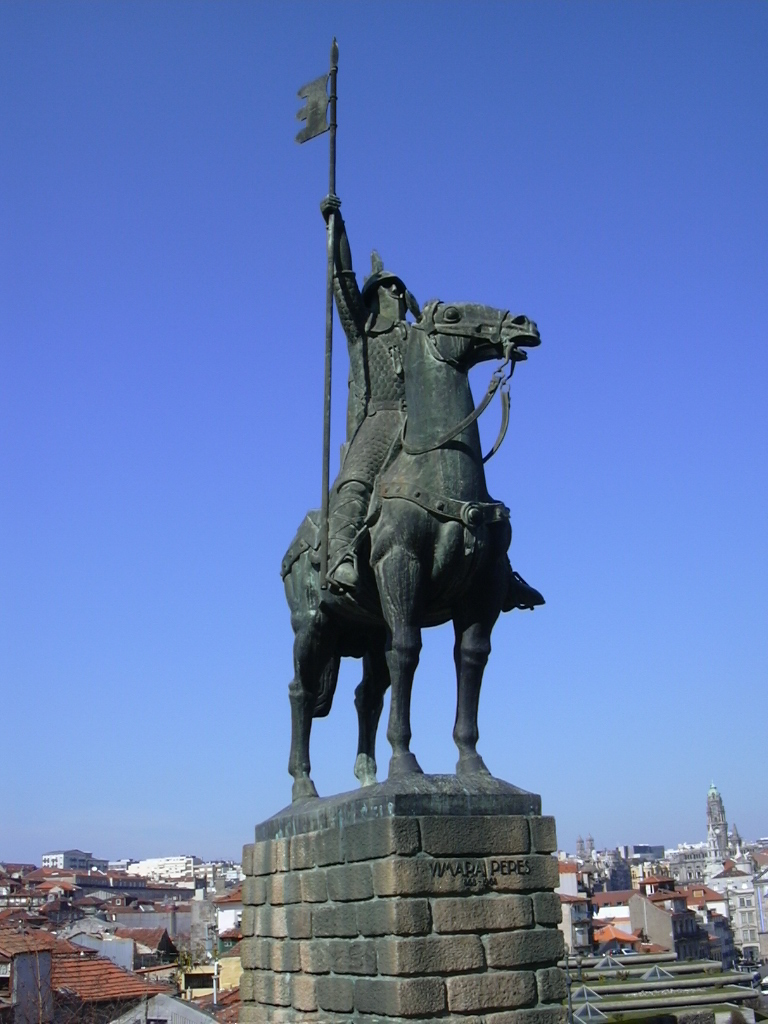
Пам'ятник Вімарано Перешу. Порту

### Дім Вімарано
- Вімарано Переш (868—873)
- Лусідіо Вімаранеш (873—924) син попереднього
- Мумадона Діаш (924—950) онука попереднього разом з Менду I Гонсалвіш
- Гонсалу I Мендіш (950—997) син попередніх
- Менду II Гонсалвіш (997—1008) син попереднього
- Альвіто Нуніш (1008—1015) родич Вімарано Перес по боковій лінії, одружений з удовою Менду II Гонсалвіша
- Ілдуара Мендіш (1015—1028) донька Менду II Гонсалвіша, правління разом з чоловіком Нуно I Альвітеш — сином Альвіто Нунес
- Менду III Нуніш (1028—1050) син попередніх
- Нуну II Мендіш (1050—1071) син попереднього

### Бургундський дім
- Генріх Бургундський (1096—1112)
- Тереза Леонська (1112—1128) регентша при синові
- Афонсу I (1112—1185) з 1128 самостійно, з 1139 — король

## Карти

910
1000
1037
Реконкіста
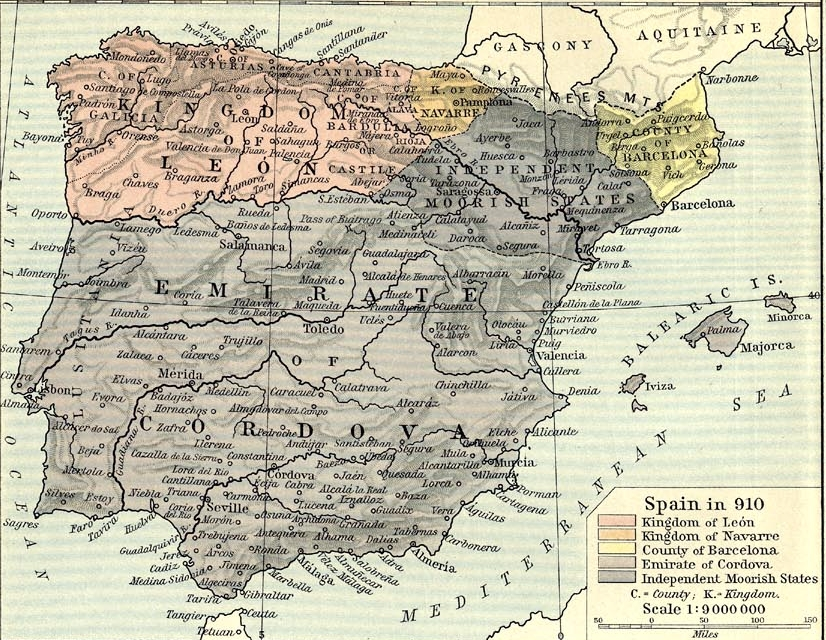
910
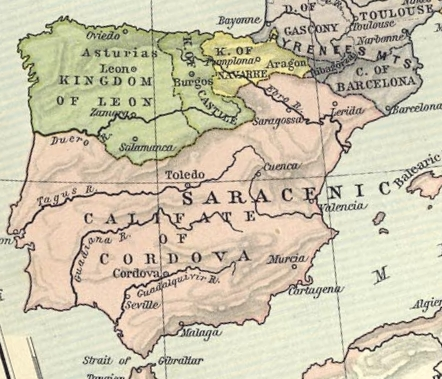
1000
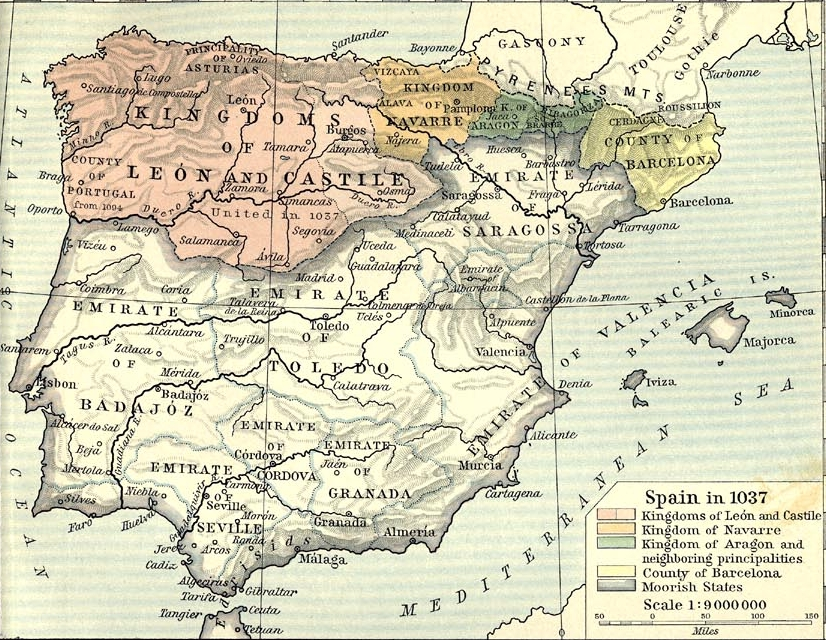
1037
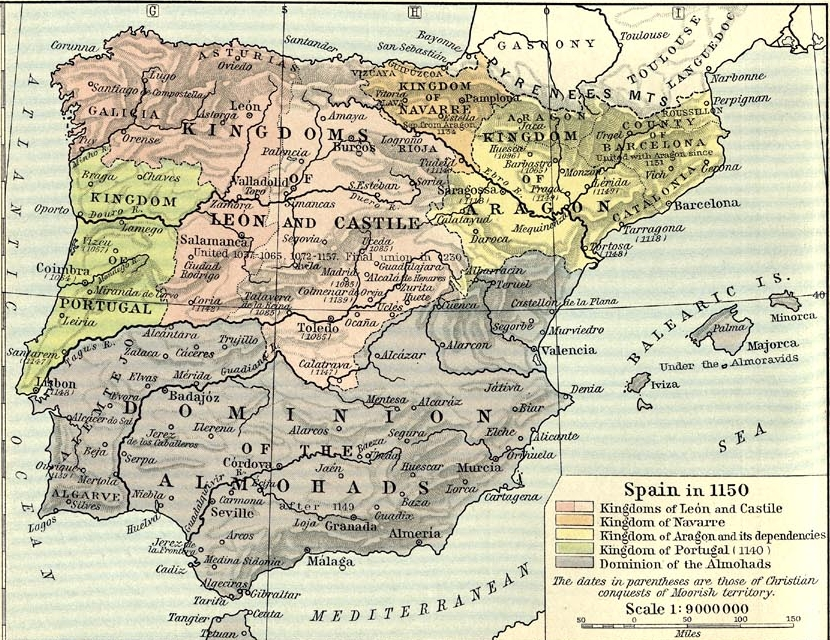
1150
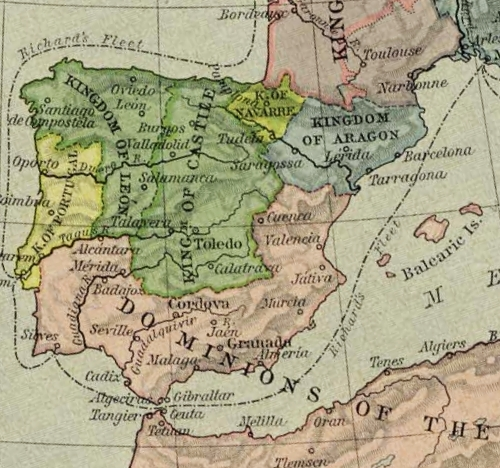
1190
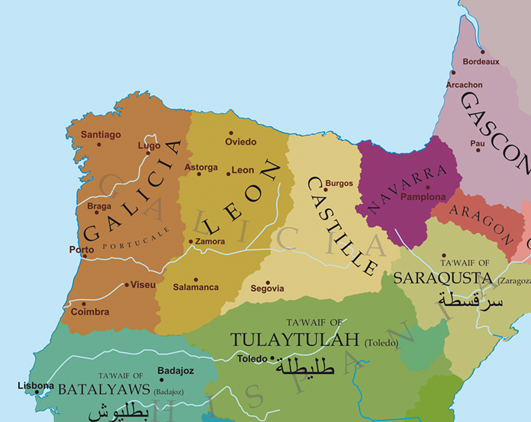
2-а пол. ХІ ст.
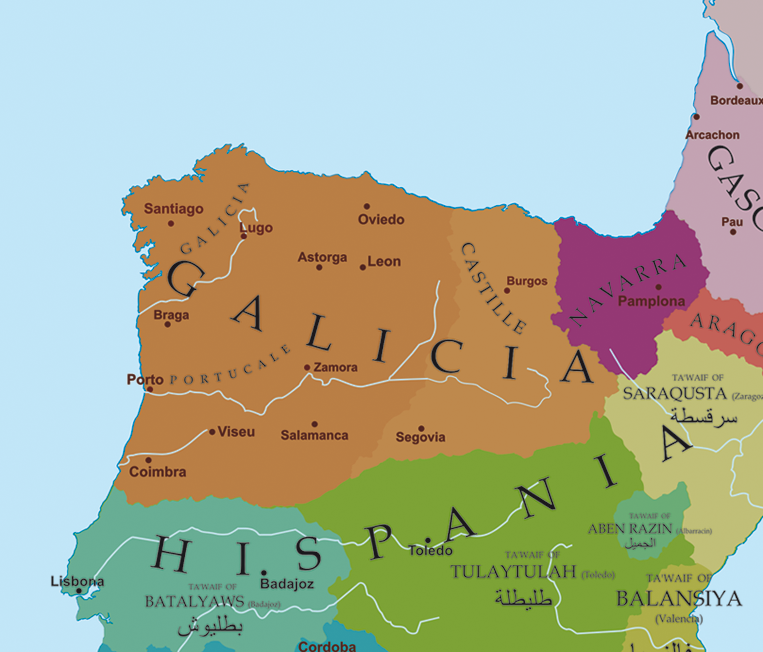
1064
1150
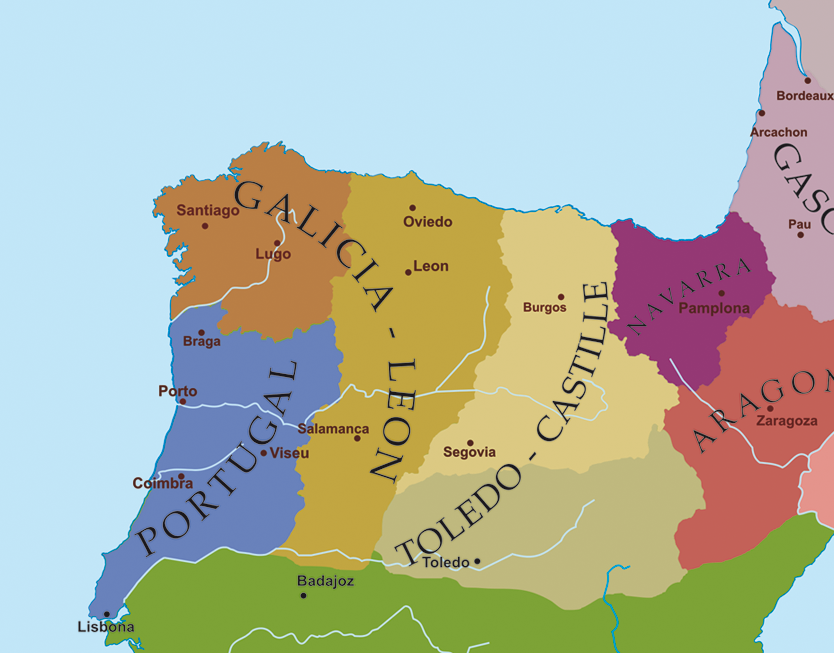
кін. ХІІ ст.
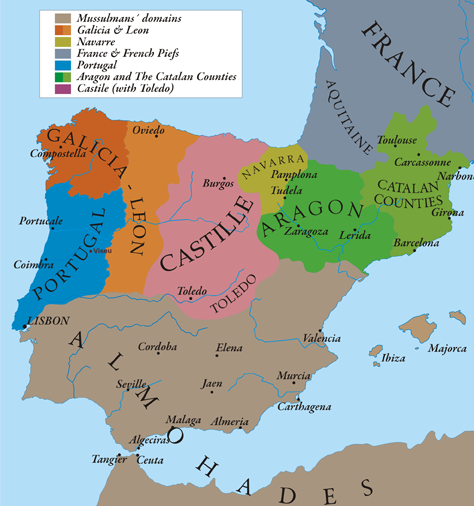
1210